# Grandes éxitos (Thalía-album)
A Grandes éxitos (jelentése spanyolul: ’Nagy sikerek’) Thalía mexikói énekesnő 2004-es spanyol nyelvű válogatásalbuma az Univision Music Group kiadótól Mexikóban, amely eredetileg a Fonovisa gondozásában megjelent első három szólólemezéről – Thalía (1990), Mundo de cristal (1991) és Love (1992) – tartalmazza a legnagyobb slágereket. Szintén szerepel az albumon a két sikeres filmsorozat, a María Mercedes, valamint a Marimar főcímdala. CD és CD+DVD formátumban jelent meg.

## Dallista

### A CD tartalma
1. El poder de tu amor (Alfredo Díaz Ordaz) 5:09
2. Marimar (Viviana Pimstein / Francisco Navarrete) 3:21
3. Pienso en ti (Áureo Baqueiro) 4:47
4. Amarillo azul (Luis Cabañas / Pablo Pinilla) 3:49
5. Sudor (Parte I y II) (Alfredo Díaz Ordaz) 5:04
6. Saliva (Alfredo Díaz Ordaz / Thalía) 3:14
7. Love (Luis Carlos Esteban) 4:12
8. Aeróbico (Luna Fría) 3:23
9. Talismán (Thali's Man) (Alfredo Díaz Ordaz) 5:05
10. El bombo de tu corazón (Áureo Baqueiro) 4:38
11. Un pacto entre los dos (Alfredo Díaz Ordaz / Thalía) 3:19
12. María Mercedes (Viviana Pimstein / Francisco Navarrete) 2:47
13. En silencio (Alfredo Díaz Ordaz) 4:59
14. Fuego cruzado (Pablo Pinilla / Luis Cabañas) 4:36
15. Sangre (Thalía) 3:35
16. La vie en rose (La vida en rosa) (Luis Carlos Esteban) 5:11
17. Mundo de cristal (Alfredo Díaz Ordaz) 5:05
18. En la intimidad (Fernando Riba / Kiko Campos) 5:04

### A DVD tartalma
1. Megamix
2. Saliva
3. Un pacto entre los dos
4. Sangre
5. En la intimidad
6. Fuego cruzado
7. No sé si es amor (en vivo)